# Nadagara xylotrema
Nadagara xylotrema là một loài bướm đêm trong họ Geometridae.